# Rhynchomitra
Rhynchomitra är ett släkte av insekter. Rhynchomitra ingår i familjen Dictyopharidae.
Kladogram enligt Catalogue of Life:
| Rhynchomitra | \| \| Rhynchomitra cubanensis \| \| \| \| \| \| Rhynchomitra lingula \| \| \| \| \| \| Rhynchomitra mexicana \| \| \| \| \| \| Rhynchomitra microrhina \| \| \| \| \| \| Rhynchomitra recurva \| \| \| \| |
|              | \| \| Rhynchomitra cubanensis \| \| \| \| \| \| Rhynchomitra lingula \| \| \| \| \| \| Rhynchomitra mexicana \| \| \| \| \| \| Rhynchomitra microrhina \| \| \| \| \| \| Rhynchomitra recurva \| \| \| \| |
|              | Rhynchomitra cubanensis |
|              | |
|              | Rhynchomitra lingula |
|              | |
|              | Rhynchomitra mexicana |
|              | |
|              | Rhynchomitra microrhina |
|              | |
|              | Rhynchomitra recurva |
|              | |